# Заувек млад (ТВ серија)
Заувек млад (хрв. Zauvijek mlad) је телевизијска серија, снимана 2009. године у режији Ненада Огњеновића и Слађане Килибарде а сценарио су писали Бранко Димитријевић и Слађана Килибарда.

## Радња
Глумачки пар Бабић је познат у свом окружењу у браку су тридесет година. Славиша је шармантни господин кога опседа паничан страх од старости. Његова супруга Сандра је енергична, духовита и лукава дама која за разлику од Славише стоји чврсто на ногама. Њихов однос интригира све генерације: деци су забавни дека и бака, младима је симпатично то што у њиховом односу виде пројекцију својих веза и бракова у будућности. Старије генерације упркос препознавању досаде и монотоније, препознају и љубав која упркос свему међу њима постоји. Са њима живи и помоћница Буба.

## Улоге
| Глумац             | Улога            |
| ------------------ | ---------------- |
| Аљоша Вучковић     | Славиша          |
| Нада Абрус         | Сандра           |
| Гордана Јошић      | Буба             |
| Харис Бурина       | портир           |
| Предраг Смиљковић  | посланик         |
| Бранка Пујић       | посланикова жена |
| Зорана Бећић       | Вера             |
| Ирена Мичијевић    | Ана Протић       |
| Ерол Кадић         | Каракашевић      |
| Ива Штрљић         | Перина жена      |
| Бошко Пулетић      | Комшија Пера     |
| Дубравко Јовановић | Дедић            |
| Мирвад Курић       | организатор      |
| Марија Омаљев      | Марија           |
| Рада Ђуричин       | Иванина Тетка    |
| Ратко Милетић      | инспектор        |
| Иван Бекјарев      | Кодрња           |
| Бојан Жировић      | лопов            |
| Борис Михољевић    | Кузински         |
| Драган Вујић       | Тома Протић      |
| Ивана Перкунић     | Аница            |
| Бранислав Јефтић   | Младић           |
| Сања Ристић        | представница     |
| Татјана Миланов    | гатара           |
| Тања Пјевац        | дама             |

## Епизоде
| Епизода | Назив         | Емитовање        |
| ------- | ------------- | ---------------- |
| 1       | Јутарња пошта | 12. јануар 2009. |
| 2       | Дублерка      | 19. јануар 2009. |
| 3       | Упола цене    | 26. јануар 2009. |